# Dob (hangszer)

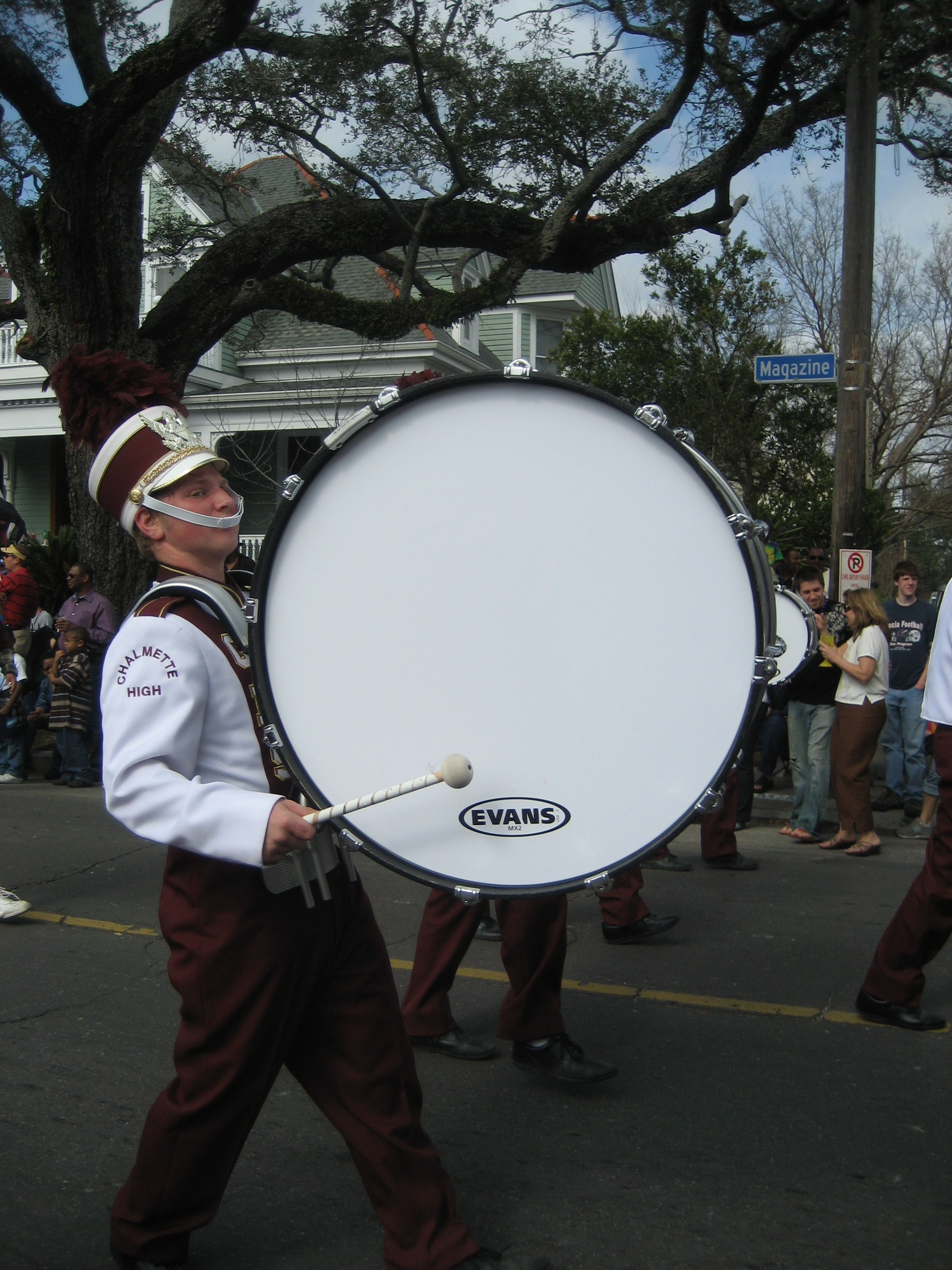
A dobbőr rezgése hangot kelt

A dob ütős hangszer,  fogalmába sokféle, működési elvében, méretében, anyagában jelentősen különböző hangszer tartozik. Legjellemzőbben membranofon (kifeszített hártya rezgése által hangot adó) hangszerek tartoznak ide, de sok idiofon (szilárd test rezgése által hangot adó) hangszert is dobnak nevezünk. Közös bennük az, hogy megütéssel szólaltatják meg, és általában tompa, felhangszegény, rövid lecsengési idejű, „doboló” hangot adnak.

## Membrános dobok
A dob leggyakrabban egy nagyjából kör keresztmetszetű üreges test, melynek egyik, vagy mindkét végére bőr vagy újabban műanyag hártyát feszítenek. A dob teste készülhet kivájt, kiégetett fatörzsből, ahogyan a legősibb dobok készültek, hordószerűen összeillesztett dongákból, rétegelt furnérlemezből, fémből, kerámiából, műanyagból és még sokféle más anyagból.
A dobbőr, a membrán rögzítésére, megfeszítésére is sokféle módszer alakult ki a hangszer története során, ékekkel, szegekkel, kötelekkel, bőrszíjakkal és ezek kombinációival lehet a bőrt a megfelelő feszességre hangolni. A mai doboknál a legelterjedtebb eljárás, hogy a bőr peremét először egy fémgyűrűre tekerik, majd azt egy fémkeret közvetítésével csavarokkal feszítik a dob testére.
A test formája is sokféle lehet: az üstdob fémből készül, és üst formájú; a salsában használt timbales szintén fémből van, de hengeres, a másik végén nyitott. A szintén karibi konga karcsú hordóformájú, készítési módja is ennek megfelelő; a sámándobnak szinte nincs is teste, az egész egy keskeny keretre feszített bőr. A kisdob vagy pergődob teste lapos, alul-felül membránja van, az alsóhoz pergőhúr feszül; a tom-tom egy vagy két membrános lehet, utóbbi változatában az alsó membrán pergőhúr nélküli. A membrán átmérője, vastagsága, rugalmassága, a test formája, térfogata, nyitott vagy zárt jellege együttesen határozzák meg a dob hangzását.

## Fa- és fémdobok

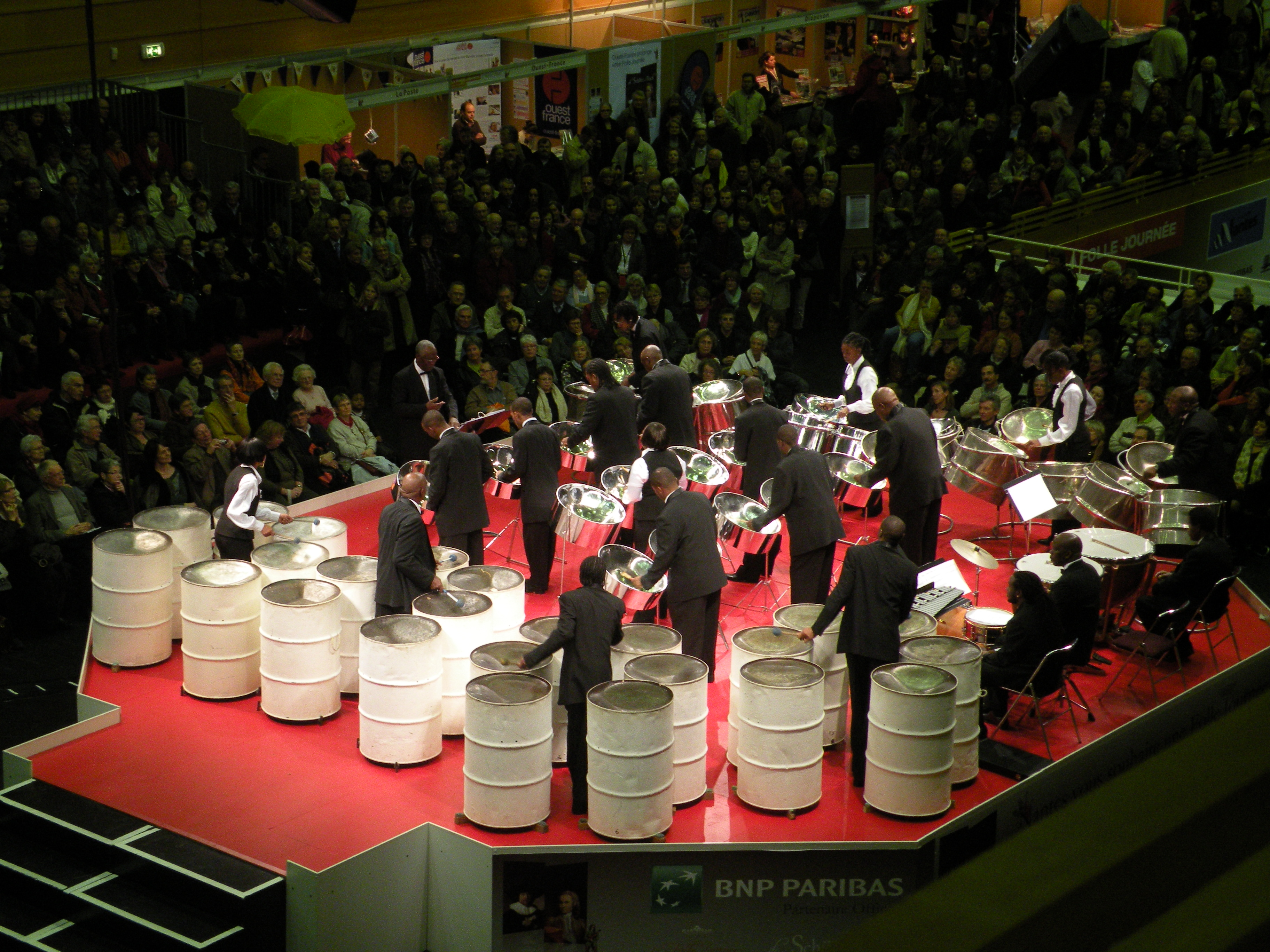
Acéldobokon játszó „steelband”

A résdobok leggyakrabban fából készült üreges testek, melyek egyik felületén hosszú, egyenes vagy más, meghatározott formájú hasíték van, amely úgy gyengíti meg a test szerkezetét, hogy az – a dob bőréhez némileg hasonlóan – ütővel rezgésbe hozhatóvá, megszólaltathatóvá válik. Legjellemzőbb előfordulási helyük az egyenlítő mentén a bolygónkat körbeölelő sáv, a Kongó, az Amazonas vidéke és Óceánia, talán azért, mert elsősorban ebben az övezetben találhatóak azok a fák, melyek anyaga alkalmas ilyen hangszer készítésére.
A résdobok mérete változatos: néhány centimétertől a tíz méteresig terjedhet. A nagyobb méretű dobokat beszélő dobnak használták, hangerejükre jellemző, hogy tíz-húsz kilométerre is tudtak üzeneteket továbbítani velük.
Dobnak nevezhetjük még a Trinidad és Tobago-ban honos népszerű, 55 gallonos olajoshordóból készült idiofon hangszert, az acéldobot. Ez csak kinézete és használata alapján hasonlít dobhoz, valójában egy igen kifinomult dallamhangszer. Leginkább a behangolt gong-sorozatokra emlékeztet, azzal a különbséggel, hogy egy hangszer több hangmagasságot is képes megszólaltatni.

## Dobfelszerelés

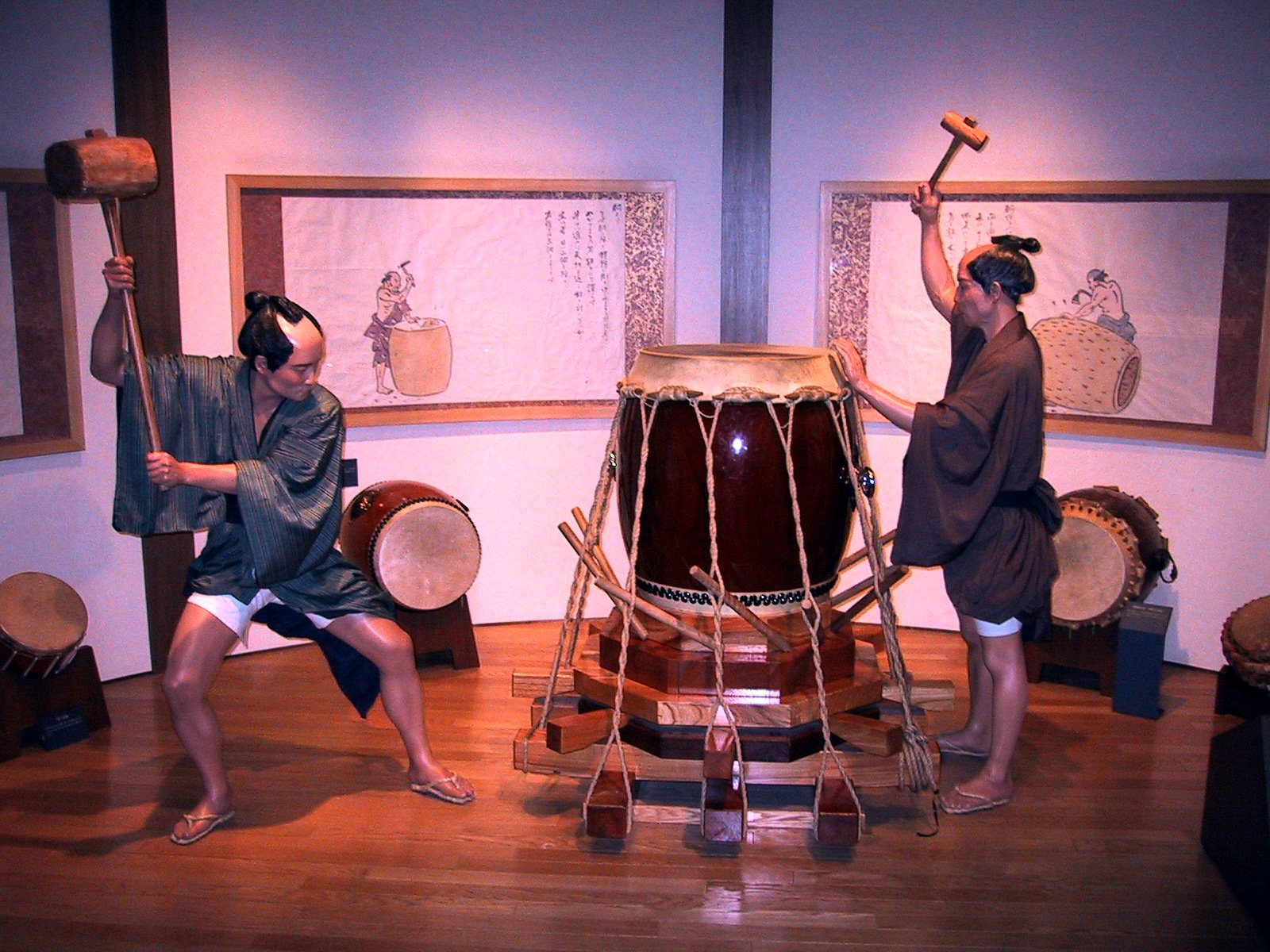
Japán taiko dob behangolása

A dobfelszerelés a modern nyugati jazz- és szórakoztatózene igényeinek megfelelően jött létre. Sokféle ütőhangszert gyűjt össze, egyesít magában olyan módon, hogy egyetlen zenész kezelhesse őket. A hagyományos membrános dobokon kívül, mint a kisdob, a tom-tom, a nagydob, még cintányérok, kolompok, fadobok és egyéb ütőhangszerek tartozhatnak hozzá.